# Lappula physacantha
Lappula physacantha là loài thực vật có hoa trong họ Mồ hôi. Loài này được Golosk. mô tả khoa học đầu tiên năm 1977.